# Digna Laclé-Herrera
Digna Marina Laclé-Herrera (Curaçao, 1 november 1925 – Aruba, 18 december 2021) was een Arubaans onderwijzeres, dichteres, schrijfster en politica. Zij was de eerste vrouw die benoemd werd tot fractievoorzitter in de Staten van Aruba. 

## Biografie
Digna Herrera ging kort na haar geboorte met haar ouders naar Aruba. Samen met haar broer Carlos groeide ze op in Rancho, een stadswijk van Oranjestad. In deze wijk was haar grootvader, Shon Rosenbergh, de eerste eigenaar van het monumentale pand Schelpstraat 42, het huidige onderkomen van het Nationaal Archeologisch Museum van Aruba. Na de basisschool vertrok zij naar Curaçao, waar zij haar MULO-opleiding afrondde. Halverwege de Tweede Wereldoorlog keerde zij terug naar Aruba en koos ervoor vanwege het tekort aan leerkrachten om voor de klas te staan. Hiertoe had ze speciale toestemming verkregen van gouverneur G.J.J. Wouters daar zij op 16-jarige leeftijd te jong was om werkzaam te zijn als leerkracht. Vervolgens volgde zij verschillende cursussen en behaalde in 1950 het diploma L.O. Handwerken. Laclé-Herrera ging als leerkracht aan de slag op de Mater Dei Huishoudschool te Oranjestad. Na 41 dienstjaren in het onderwijs ging zij per 1 november 1985 met pensioen.

### Dichteres en schrijfster
Laclé-Herrera behoort tot de eerste generatie Arubaanse schrijvers en dichters uit de eerste helft van de twintigste eeuw. Ze schreef haast uitsluitend in het Papiaments, de taal waarin haar moeder haar verhalen vertelde en waarvoor zij belangstelling en liefde koesterde. Zij was van mening dat "Papiaments eerbied en waardering verdiende" omdat deze taal bij uitstek het middel is om de Arubaanse cultuurontwikkeling uit te dragen. Tussen 1984 en 1986 maakte zij deel uit van de Arubaanse subcommissie van de Commissie Standaardisatie van het Papiaments voor de ABC-eilanden.
Ze begon met het schrijven van (kinder)gedichten en korte verhalen. Haar poësie had vooral de haiku-vorm en verscheen in dagbladen en tijdschriften, maar werd nooit in boekvorm gebundeld. Verder verwierf haar literair werk veel bekendheid middels het culturele radioprogramma "Echa Palabra" van Radio Caribe (Curacao). Later verschenen haar gedichten in de bloemlezingen Cosecha Arubiano (1983) en Isla di mi / Island of Mine (2000). Haar bekendste gedicht is Mi Idioma Papiamento. Als verteller schreef Laclé-Herrera Historia di un kunukero (1973) en ook schreef zij liedjes en verhalen over Kerst en Nieuwjaar. In 1979 was zij, tezamen met Ernesto Rosenstand, oprichter van de Grupo Literario Arubano (Arubaanse Literaire Groep). 

### Politica
In 1979 stapte Laclé-Herrera in de politiek als lid van de AVP. In de loop van haar politieke carrière kandideerde zij zich meermalen; onder meer voor de verkiezingen van de  Staten van de Nederlandse Antillen (1979, 1982), voor de Arubaanse eilandsraad (1979, 1983) en voor de Staten van Aruba (1985, 1989). In 1982 behaalde zij 114 persoonlijke stemmen, het hoogste aantal ooit. Tezamen met Grace Bareño was zij een van de twee eerste vrouwen die toetraden tot de nieuwe volksvertegenwoordiging van Aruba na ingang van haar status als land in het Koninkrijk der Nederlanden. Als statenlid fungeerde zij als voorzitter van de commissie Welzijnszaken en lid van de commissie Koninkrijksrelaties en de commissie Staatkundige aangelegenheden en Samenwerking Nederlandse Antillen/Aruba. Eind 1987 volgde zij Hector Gonzalez op als fractievoorzitter; de eerste vrouw in deze functie in het parlement en in de AVP. Ze hield regelmatig radiopraatjes over allerlei actuele onderwerpen in de gemeenschap en de politiek. Op 7 februari 1989 trad zij af en verhuisde vanwege gezondheidsredenen enkele jaren naar Nederland. 
Laclé-Herrera overleed op 18 december 2021, op 95-jarige leeftijd.

### Eerbetoon
Voor haar literair werk in het Papiaments ontving Laclé-Herrera de Arubaanse cultuurprijs Cadushi di Cristal in 1997, het jaar uitgeroepen tot Jaar van het Papiaments in Aruba. In 2010 erkende Fundacion Lanta Papiamento haar als erelid. Vanwege haar grote bijdrage aan de ontwikkeling van de partij richtten de AVP en haar wetenschappelijk bureau FESCA in 2006 het politieke vormingsinstituut genaamd “Fundacion Instituto Formacion Politico Digna Laclé-Herrera” op.

### Werken
- Bon Pasco (1988), verzameling van Kerstpoësie en -verhalen
- Den mi Pensamento (2009/2010)
- Proverbionan (2018), UNOCA